# Габдрахманова, Стэлла Закиевна
Стэ́лла Заки́евна Габдрахма́нова (род. 17 ноября 1933, Казань, СССР) — советская и российская школьная учительница в сельской школе, Герой Социалистического Труда (1978).

## Биография
Родилась 17 ноября 1933 года в городе Казани в семье служащих. Татарка. Мать работала учительницей, а отец был на руководящей должности в Татгосиздате. Родителям приходилось задерживаться вечерами на работе, поэтому девочку отправили к бабушке, в деревню Кышлау (ныне Арского района Татарстана). Здесь Стелла выросла, пошла в первый класс сельской школы. С восьмого по десятый класс училась в городе Арске, в средней школе № 1. После школы поступила на русско-татарское отделение Казанского государственного педагогического института, который успешно окончила в 1955 году.
По направлению приехала в Ново-Кинерскую среднюю школу Арского района учителем русского языка. День за днём накапливался опыт, а вместе с ним росло мастерство, крепла уверенность в правильности выбранного пути. Дети искренне потянулись к своей молодой учительнице, им нравились её уроки, на которых установилась деловая, непринужденная атмосфера взаимного доверия. Щедро делилась она своим опытом с коллегами — более десяти лет возглавляла в районе кустовой методический совет преподавателей русского языка и литературы.
Активно участвовала в общественной жизни. Постоянно читала лекции, знакомила тружеников села с новинками советской и зарубежной литературы, увлекательно рассказывала о великих классиках, участвовала в постановке спектаклей.
Указом Президиума Верховного Совета СССР от 27 июня 1978 года «за большие заслуги в деле обучения и коммунистического воспитания учащихся» Габдрахмановой Стелле Закиевне присвоено звание Героя Социалистического Труда с вручением ордена Ленина и золотой медали «Серп и Молот».
Стелла Закиевна проработала в школе села Новый Кинер в Арском районе до выхода на пенсию. Около двадцати учеников пошли по стопам С. З. Габдрахмановой, а двое учениц преподают в той же школе.
Живёт в селе Новый Кинер Арского района Татарстана.
В октябре 2007 года на центральной площади города Арска установлен бюст С. З. Габдрахмановой.

## Награды и звания
- Герой Социалистического Труда (27 июня 1978)
- орден Ленина (27 июня 1978)
- орден «Знак Почёта» (1971)
- медали.